# CARTOSAT-1
CARTOSAT-1（カルサット-1）はインドの地球観測衛星。インド宇宙研究機関によって開発され、2005年5月5日にシュリーハリコータの新しく建造された第2発射施設よりPSLVによって太陽同期軌道へ打ち上げられた。
打ち上げ時の重量は1560kgで、主にインドの地図作成に使用される。撮影された画像はGeoEyeを通して利用可能である。
CARTOSAT-1は2台のパンクロマティックステレオカメラ（PAN）を搭載し、観測幅は30 km、地表分解能は2.5m。2台のカメラで同地点を別の角度から撮影できるよう配置されており、可視光の波長域で白黒の立体写真を撮影する事により大量の正確な3次元マップの作成を可能としている。また、衛星の姿勢を変えることによって特定の地点を撮影する機会を向上させている。撮影された画像は圧縮・暗号化・フォーマット化され、地上局に送信される。また、撮影した画像を記録するための120ギガビットの半導体記録装置も搭載している。記録された画像は地上局から見渡せる軌道上で送られる。